# وست ویتون
وست ویتون (به انگلیسی: West Witton) یک روستا و محله مدنی در بریتانیا است که در ریچموندشر واقع شده‌است. وست ویتون ۳۴۷ نفر جمعیت دارد.